# Мінадора Орджонікідзе
Мінадора Єфремівна Орджонікідзе-Торошелідзе (груз. ტოროშელიძე-ორჯონიკიძე მინადორა ეფრემისასული; нар. 14 березня 1879, Гореша — пом. 19 жовтня 1967, Тбілісі) — грузинський політик, меншовичка, одна з п'яти жінок — членів Установчих зборів Грузії (1919—1921), крім Орджонікідзе до них увійшли Христина Шарашидзе, Елеонора Тер-Парсєгова-Махвіладзе, Ганна Сологашвілі та Єлизавета Накашидзе-Болквадзе.

## Біографія
Імеретинка. Народилася 14 березня 1879 року в дворянській родині азнаурі в селі Гореша. Двоюрідна сестра відомого більшовика Серго Орджонікідзе. Закінчила жіночу гімназію Святої Ніни в Кутаїсі. З гімназійних років почала працювати в марксистських гуртках. У 1901 році продовжила навчання на медичному факультеті Женевського університету. Активно брала участь в житті соціалістичних кіл міста і працювала в команді підтримки «Іскри».
У Женеві вийшла заміж за більшовика Малакія Торошелідзе. У 1905 році повернулася в Грузію і активно включилася в політику. В 1906 році після придушення революційного руху меншовистська фракція направила Мінадору на партійну роботу в Баку. У Баку дізналася про те, що чекає свою першу дитину, після чого повернулася до Женеви. У Женеві закінчила університет. У 1914 році у зв'язку з Першою світовою війною, що почалася, була евакуйована із Швейцарії до Грузії, спочатку в Самтредіа, потім переїхала до Тифлісу. 1918 року була однією із 5 жінок, які поставили свої підписи під Конституцією Грузинської демократичної республіки і Декларацією незалежності Грузії.
Працювала в Національній Раді Грузії. У 1919 році одна з п'яти жінок, обраних в Установчі збори Грузії. Була обрана за списком соціал-демократичної партії.
Мінадора працювала в політичному Червоному Хресті і «АРА» (Американської адміністрації допомоги). Одночасно очолювала нелегальну жіночу організацію, зайняту допомогою родинам арештованих соціал-демократів і федералістів. На початку 1924 року вислана до Москви. Відмовившись від роботи в меншовицькій партії, вона змогла повернутися до Тбілісі.
У 1934—1935 її чоловік, ректор Тбіліського університету Малакія Торошелідзе за дорученням Л. П. Берії писав з групою помічників і аспірантів книгу «До питання про історію більшовицьких організацій у Закавказзі». Книга була опублікована за підписом Берії, після чого більша частина авторського колективу була заарештована. Малакію Торошелідзе заарештували 10 вересня 1936 року і розстріляли, як «троцькіста», 9 липня 1937 року. Через чотири дні, 14 вересня 1936 року, була заарештована й Мінадора Орджонікідзе-Торошелідзе. 26 жовтня 1936 року заарештований її старший син Георгій. Мінадора заперечувала звинувачення і не визнала себе винною. Її засудили до 5 років заслання в Казахстані, де працювала лікарем у місті Чимкенті. Георгія, як батька Малакія, розстріляли. Молодшого сина Левона заарештували в 1937 році і теж розстріляли.
5 червня 1937 року Мінадора знову була заарештована УНКВС Казахської РСР по Південно-казахстанській області. 29 жовтня 1937 року трійкою УНКВС Казахської РСР за статтями 58-8, 58-10 Кримінального кодексу РРФСР засуджена до 8 років таборів. Термін її вироку закінчилася в 1945 році, але їй не дозволили повернутися в Грузію. Її тричі засуджували до додаткової висилки.
Повернулася в Тбілісі тільки в 1950 році. У 1956 році її реабілітували за Тифліською справою. За чимкентською справі Мінадора була реабілітована Алма-Атинська обласною прокуратурою (на підставі Указу Президії Верховної Ради СРСР від 16.01.1989) лише 19 травня 1989 року.
Мінадора Орджонікідзе-Торошелідзе померла 19 жовтня 1967 року.

## Родина
- Чоловік — Малакія Торошелідзе, розстріляний
  - Син — Георгій (1906/1907—1937), заарештований слідом за батьком, розстріляний[1].
  - Син Левон (?-1937), заарештований у 1937 році розстріляний.
  - Дочка — Сусанна Торошелідзе[7].